# 新報道2001
『新報道2001』（しんほうどうにせんいち）は、フジテレビ系列（クロスネット局除く）で2008年10月5日から2018年4月1日まで毎週日曜日 7:30 - 8:25（JST）に生放送されていた政治討論番組である。

## 概要
前番組『報道2001』が、竹村健一の降板などもあり、リニューアルされた。
2009年4月にコーナーの見直しを実施。黒岩は同年9月をもって降板、翌10月からは報道局解説副委員長（出演当初は報道局政治部長）の平井文夫が解説として出演している。
2012年4月22日放送分より、動画サイトYouTubeで開設された「フジテレビ番組公式チャンネル」の一つとして、『新報道2001 WEB版』の配信を翌23日から開始した。これ以降毎週、スタジオでの討議部分をまとめた動画が、放送日の翌日より配信されている。
2016年3月27日までは全編ネットワークセールス枠だったが、同年度上期（同年4月3日 - 9月25日）に限り、7:30 - 8:25をネットワークセールス枠、8:25 - 8:55をローカルセールス枠のハイブリッドセールス枠となり飛び降りポイントを設置した。同年10月2日から8:30 - 9:00に新アニメ枠『モンスターハンター ストーリーズ RIDE ON』を開始するため、本番組は同年度上期のネットワークセールス枠であった7:30 - 8:25に枠縮小され、全編ネットワークセールス枠に復すことになった。ちなみに直後番組「千葉の贈り物〜まごころ配達人〜」は引き続きローカルセールス枠となる。

## シリーズの終焉
2018年4月8日より『報道プライムサンデー』を放送開始することと、同年4月1日をもって2013年12月でフジテレビアナウンサー及びフジテレビ解説委員を定年退職した須田がフジテレビキャスターを勇退することを受け、当番組は終了。これにより、前身番組『報道2001』を含めた「報道2001」シリーズは26年間の歴史に幕を閉じた。なお、当番組で総合司会を務めていた佐々木恭子は『報道プライムサンデー』に続役となった。

## 主なコーナー
キーマンに聞け!
前番組の流れを汲むコーナー。政界を中心に、その週に起こったニュースで鍵を握る人物にアンカーらが迫る。
マネーコンパス
経済界で注目される人物や企業に密着し、「お金を集める」極意に迫るコーナー。途中休止時期などもあったが、リニューアルでコーナー数が絞られてからは、政治関係で番組全編が占められない限り、原則放送。

### 過去のコーナー
ニュースクリック
Yahoo!ニュースで紹介されたニュース記事のヒット回数から、前週のニュースで注目を集めたものをトップ10形式で紹介。構成変更で、2009年4月以降は経済関連のニュースに対象を絞った。沖縄テレビが早朝に放送する同名タイトル（『産経テレニュースFNN』の差し替えタイトル）とは関係ない。
黒岩の手帳
松本清張の小説『黒革の手帖』をもじったもので、前番組の『竹村健一のああいっぺん言うてみたかった』の後継である。黒岩がその週の取材メモから気になった項目を短時間で解説。
おでかK天気
吉田による天気予報。全国主要都市の天気と気温予想と洗濯指数を紹介。
政党支持率調査
政治政党の支持率を調査して番組のエンディングに公表する。サンプルサイズは関東のみで500人とされている。2014年度をもって終了。

### スピンオフ番組
2015年4月から、番組内の討論で収まらない内容をフォローアップするため、Web専門ニュースチャンネルホウドウキョクにて、『2001継続中』を開始。
MCは上級解説委員の平井とナレーションの桜庭が担当。2016年3月をもって番組終了。

## 歴代出演者・放送時間
| 2008.10.5 | 2009.3.15  | 日曜 7:30 - 8:55（85分） | 須田哲夫1 | 吉田恵         | 黒岩祐治2 上杉隆 |
| 2009.3.22 | 2009.9.27  | 日曜 7:30 - 8:55（85分） | 須田哲夫1 | 吉田恵         | 黒岩祐治         |
| 2009.10.4 | 2016.2.7   | 日曜 7:30 - 8:55（85分） | 須田哲夫1 | 吉田恵         | 平井文夫         |
| 2016.2.14 | 2016.2.14  | 日曜 7:30 - 8:55（85分） | 須田哲夫1 | 秋元優里3      | 平井文夫         |
| 2016.2.21 | 2016.3.27  | 日曜 7:30 - 8:55（85分） | 須田哲夫1 | 竹内友佳3      | 平井文夫         |
| 2016.4.3 | 2016.9.25  | 日曜 7:30 - 8:55（85分） | 須田哲夫1 | 大島由香里     | 平井文夫         |
| 2016.10.2 | 2016.12.25 | 日曜 7:30 - 8:25（55分） | 須田哲夫1 | 大島由香里     | 平井文夫         |
| 2017.1.8 | 2017.3.26  | 日曜 7:30 - 8:25（55分） | 須田哲夫1 | 山中章子4      | 平井文夫         |
| 2017.4.2 | 2017.10.1  | 日曜 7:30 - 8:25（55分） | 須田哲夫1 | 島田彩夏2      | 平井文夫         |
| 2017.10.8 | 2018.4.1   | 日曜 7:30 - 8:25（55分） | 須田哲夫1 | 佐々木恭子2・6 | 平井文夫         |
| - コメンテーターと総合司会（女性）の吉田以外は出演当時、フジテレビアナウンサー。 - 1 本番組の司会就任に伴い、『FNNスーパーニュース』はそれまでの週5日から週2日担当となった（2011年3月22日まで）。 - 2 『報道2001』から引き続き出演（島田・佐々木は再起用）。 - 3 吉田の産休降板に伴う代役。 - 4 大島の産休降板に伴う代役。 - 6 『報道プライムサンデー』にも引き続き出演。 |            |                          |           |                |                  |

## ネット局
| 放送対象地域   | 放送局                                | 系列           | 放送時間         |
| -------------- | ------------------------------------- | -------------- | ---------------- |
| 関東広域圏     | フジテレビ（CX） 『新報道2001』制作局 | フジテレビ系列 | 日曜 7:30 - 8:25 |
| 北海道         | 北海道文化放送（UHB）                 | フジテレビ系列 | 日曜 7:30 - 8:25 |
| 岩手県         | 岩手めんこいテレビ（mit）             | フジテレビ系列 | 日曜 7:30 - 8:25 |
| 宮城県         | 仙台放送（OX）                        | フジテレビ系列 | 日曜 7:30 - 8:25 |
| 秋田県         | 秋田テレビ（AKT）                     | フジテレビ系列 | 日曜 7:30 - 8:25 |
| 山形県         | さくらんぼテレビ（SAY）               | フジテレビ系列 | 日曜 7:30 - 8:25 |
| 福島県         | 福島テレビ（FTV）                     | フジテレビ系列 | 日曜 7:30 - 8:25 |
| 長野県         | 長野放送（NBS）                       | フジテレビ系列 | 日曜 7:30 - 8:25 |
| 新潟県         | 新潟総合テレビ（NST）                 | フジテレビ系列 | 日曜 7:30 - 8:25 |
| 静岡県         | テレビ静岡（SUT）                     | フジテレビ系列 | 日曜 7:30 - 8:25 |
| 富山県         | 富山テレビ（BBT）                     | フジテレビ系列 | 日曜 7:30 - 8:25 |
| 石川県         | 石川テレビ（ITC）                     | フジテレビ系列 | 日曜 7:30 - 8:25 |
| 福井県         | 福井テレビ（FTB）                     | フジテレビ系列 | 日曜 7:30 - 8:25 |
| 中京広域圏     | 東海テレビ（THK）                     | フジテレビ系列 | 日曜 7:30 - 8:25 |
| 近畿広域圏     | 関西テレビ（KTV）                     | フジテレビ系列 | 日曜 7:30 - 8:25 |
| 鳥取県・島根県 | 山陰中央テレビ（TSK）                 | フジテレビ系列 | 日曜 7:30 - 8:25 |
| 岡山県・香川県 | 岡山放送（OHK）                       | フジテレビ系列 | 日曜 7:30 - 8:25 |
| 広島県         | テレビ新広島（TSS）                   | フジテレビ系列 | 日曜 7:30 - 8:25 |
| 愛媛県         | テレビ愛媛（EBC）                     | フジテレビ系列 | 日曜 7:30 - 8:25 |
| 高知県         | 高知さんさんテレビ（KSS）             | フジテレビ系列 | 日曜 7:30 - 8:25 |
| 福岡県         | テレビ西日本（TNC）                   | フジテレビ系列 | 日曜 7:30 - 8:25 |
| 佐賀県         | サガテレビ（sts）                     | フジテレビ系列 | 日曜 7:30 - 8:25 |
| 長崎県         | テレビ長崎（KTN）                     | フジテレビ系列 | 日曜 7:30 - 8:25 |
| 熊本県         | テレビ熊本（TKU）                     | フジテレビ系列 | 日曜 7:30 - 8:25 |
| 鹿児島県       | 鹿児島テレビ（KTS）                   | フジテレビ系列 | 日曜 7:30 - 8:25 |
| 沖縄県         | 沖縄テレビ（OTV）                     | フジテレビ系列 | 日曜 7:30 - 8:25 |

- 2016年度上期に限り、番組後半の8:25 - 8:55はローカルセールス枠のため通常時8:25飛び降りの局が臨時に同時フルネットする一方、フジテレビ以外の通常時同時フルネットの局でも臨時に8:25に飛び降りとなる場合があった。

海外での放送
| 放送地域           | 放送局                                                 | 系列 | 放送時間                  |
| ------------------ | ------------------------------------------------------ | ---- | ------------------------- |
| アメリカ・ハワイ州 | NGN(Nippon Golden Network)                             |      | 現地時間土曜（1週間遅れ） |
| アメリカ           | フジサンケイ・コミュニケーションズ・インターナショナル |      | 現地時間夜                |

### 過去のネット局
- フジテレビTWO - 日曜 12:10 - 13:35、月曜 1:00 - 2:25（日曜深夜）（2011年3月で打ち切り）

## スタッフ
- ナレーション：安元洋貴、桜庭亮平、牧原俊幸、北川米彦
- 構成：田中伊知郎、河合秀仁、川原慶太郎、石川サトシ
- SW：佐藤大視
- 照明：八木原伸治
- CAM：奈良岡茂樹
- VE：田中昭博
- 音声：大関満朗
- 美術：豊田亮介
- デザイン：棈木陽次
- 美術進行：塩谷達郎
- 大道具：藤井雅人
- テーマ音楽：松永貴志「朝へのトビラ」
- CG：岡本英士
- 声の出演：うすいたかやす、内田大加宏、高田みほ
- TK：尾木みち、後藤広子（週替り）
- 編集：鈴木智（毎週）、柳沼政倫、奥野浩史、古井晋平、奥野浩史、渡辺崇、平岡寛隆、久保田愛美、山崎望、関根隆、酒井智之、石渡史人（週替り）
- EED：沢田修、高城昌孝（毎週）、高藤雅志、橋上憲二（週替り）
- 編成：赤池洋文、門脇寛至
- 広報：東野真里奈
- 音響効果：VALSE INC.
- 協力：タイトルアート、石原和幸デザイン研究所
- スタイリスト：宮崎有希子、森下嘉子、奥崎千裕
- FD：松岡孝弘
- デスク：松本千夏
- AD：管野龍介、陶山加織、水迫史孝、高橋瑞貴、松本武尊、大下慎太、秀島大冶斗、松尾涼太、梅村梨愛、伊藤みず紀、藤本嵩之
- ディレクター：福井佳、前田正樹、原卓也、鈴木こうじ、木内圭二、小野鉄博、浦上哲也、加藤綾、河南拓朗
- PD：ディレクターの中から毎週1名週替りで担当
- チーフディレクター：中村陽子
- プロデューサー：戸塚晶久
- 制作：フジテレビ報道番組部
- 制作著作：フジテレビ

### 過去のスタッフ
- 構成：外山信行、吉野浩生
- 技術：山本和義
- 美術：小林剛浩、土肥義充
- 美術進行：林直樹、藤井美樹雄、荻原美樹雄、佐野奈緒美、谷元沙紀、太田菜摘、西村貴則
- CG：末吉寿美子、井上明裕
- 編集：宮澤晃弘、澤村貴和、高橋慶太、鈴木洋一、石本楽
- EED：赤道淳也、相見信介、塚本博道
- 編成：金井卓也、河端由梨子、大辻健一郎、小室俊一、藤井修、村上正成、御旅屋俊之、矢野哲慈
- 広報：上野陽一、植村綾、額田博之
- 音響効果：プロジェクト80
- 協力：ホットライン
- スタイリスト：今井聖子、えなみ眞理子、冨張優、岡野陽子、杉山朱美、外山由香理、藤澤まさみ
- キャスティング：木村奈津子、土井奈緒美
- 制作管理：網昭弘、安部猛彦（安部→以前は、制作進行）
- 模型製作：清水えり子（以前は、ディレクター）
- AD：竹節友樹、鴻野史枝、松尾公平、阿部結衣子、金山隆之介、藤井明菜、佐藤亮、佐々木舞、東出惇弥、小泉喬平、伊東賢宏、喜多澤慶子、星威史、寺見佑弥、玉生亨（玉生→以前は模型製作）、大滝裕平、河本伊世(いよ)、阿部優花
- ディレクター：奈加充、金井基典、田川洋一郎、清水俊宏、大川貴臣、橋本和笑、高橋光紀、関根卓也、佐藤孝樹、竹内克典、吹原賢吾、淡川和真、伊藤正継、岩渕純一、阿部沙織、臼井右、前田正樹
- プロデューサー：渡辺奈都子、井上義則、三嶋唯久
- チーフプロデューサー：加納正
- GP：岡田宏記

## 備考
- 前身番組『報道2001』同様、日曜朝の放送のため、当日が国政選挙投票日に当たる場合は、オープニングで投票を呼びかけたあと、政治とはまったく関係のない話題だけで番組を構成していた。また、当日の開票特別番組では本番組の出演者がキャスターを担当（主にスポーツニュース終了後の後半部分）していた。
- 福井テレビ・サガテレビ・沖縄テレビでは、番組内で健康保険組合連合会のインフォマーシャル『おはよう!けんぽれん』が放送されている（それ以外でも、一部地域を除く全国では、読売テレビ制作・日本テレビ系列の『ウェークアップ!ぷらす』で放送している）。
- 放送当日、昼の『（産経テレニュースFNN→）FNNスピークWeekend』および夕方の『（FNNスーパーニュースWEEKEND→）FNN みんなのニュース Weekend』では、必ずこの番組がニュース映像として使われるため、未ネットであるテレビ宮崎（『(スーパーニュース→)みんなのニュース』のみネット）およびテレビ大分でも、一部分を見ることは可能である。
- 放送当日、産経新聞のニュースサイト「産経ニュース」では『新報道2001抄録』として、当番組の討議を収録した記事が掲載される。